# Josep Fabré Nin
Josep Fabré Nin (Vilanova i la Geltrú, 13 de gener de 1916 - 9 d'abril de 2001) fou un baster i autor de llibres sobre el seu ofici. Provinent d'una família dedicada a l'ofici des de tres generacions enrere, ell fou el darrer en dedicar-se (i també el darrer en dedicar-se a Vilanova).
Fabré, conscient que n'era el darrer dipositari d'aquestes antigues tècniques i coneixements, va voler deixar constància i per aquest motiu va iniciar la redacció d'uns tractats sobre el seu ofici. Veient la necessitat que l'obra fos il·lustrativa, aprengué a dibuixar. És la primera persona a editar llibres sobre la matèria en llengua catalana.
Les seves eines i dibuixos són propietat de l'Ajuntament de Vilanova i la Geltrú i estan dipositats a la Biblioteca Museu Víctor Balaguer des de l'any 2000.

## Obres
- Guarniments i carruatges de Catalunya (Vilanova, 1985)
- El Cavall al llarg de la Història (1988)
- La confecció dels guarniments del cavall (Vilanova, 1996)